# Rohrachschlucht
Das Naturschutzgebiet Rohrachschlucht liegt im schwäbischen Landkreis Lindau (Bodensee). Es liegt etwa in der Mitte des Pfänderstocks.
Das Gebiet erstreckt sich südlich und südöstlich von Niederstaufen und westlich von Scheidegg entlang der südlich verlaufenden Staatsgrenze zu Österreich und dem südlich verlaufenden Grenzfluss Rickenbach. Unweit nördlich verläuft die B 308, westlich fließt die Leiblach. Südlich – auf österreichischem Gebiet im Bezirk Bregenz im Bundesland Vorarlberg – erstreckt sich das Europaschutzgebiet Rohrach, das auch ein Naturwaldreservat ist (siehe Liste der Naturschutzgebiete in Vorarlberg und Liste der Europaschutzgebiete in Vorarlberg). In der Schlucht befinden sich die Scheidegger Wasserfälle.

## Bedeutung
Das rund 170 ha große Gebiet mit der Nr. NSG-00424.01 wurde im Jahr 1992 unter Naturschutz gestellt.